# Агаєв Сабір Бала Алі-огли
Сабір Бала Алі огли Агаєв (1927, селище Сараї Сумгаїтського району, тепер Азербайджан — ?) — азербайджанський радянський діяч, новатор виробництва, металург, бригадир вагранщиків Бакинського трубопрокатного заводу. Депутат Верховної Ради СРСР 4-го скликання.

## Життєпис
Народився в бідній селянській родині. Закінчив семирічну школу в селищі Сараї.
Після закінчення школи працював чабаном громадських отар колгоспу Сумгаїтського району.
У 1947 році прийнятий робітником новозбудованого трубопрокатного заводу. З 1947 по 1948 рік навчався теорії та практиці металургійного виробництва на Макіївському металургійному заводі імені Кірова Сталінської області УРСР, оволодів спеціальностями муляра і вагранщика.
З серпня 1948 року — робітник-муляр на ремонті вагранок, бригадир мулярів ливарного цеху Бакинського трубопрокатного заводу. З 1953 року — бригадир вагранщиків ливарного цеху Бакинського трубопрокатного заводу.
Подальша доля невідома.